# بلدرچین جنگلی پیشانی‌حنایی
بلدرچین جنگلی پیشانی‌حنایی (نام علمی: Odontophorus erythrops) نام یک گونه از سرده بلدرچین جنگلی است.